# Africanacetus
Africanacetus — род вымерших млекопитающих из семейства клюворыловых. Их ископаемые остатки обнаружены в отложениях позднего олигоцена — голоцена (23.03—0.0 млн лет назад) на территории современных Южной Африки, Бразилии и Индийского океана.

## Классификация и палеоареал
По данным сайта Paleobiology Database, на декабрь 2021 года в род включают 2 вымерших вида:
- Africanacetus ceratopsis Bianucci et al., 2007typus
- Africanacetus gracilis Ichishima et al., 2017

Ископаемые остатки A. ceratopsis найдены в Южной Африке, а A. gracilis — в Бразилии. Также известны неопределённые ископаемые остатки представителя этого рода из Индийского Океана. A. ceratopsis и A. gracilis отличаются пропорциями черепа, причем у A. gracilis более грацильный череп, чем у A. ceratopsis.